# 裂腹碘泡虫
裂腹碘泡虫（学名：Myxobolus schizothoraxi）为碘泡科碘泡虫属的动物。在中国，分布于四川等，营寄生生活，寄生在鳍、胆囊（乐山棒花鱼）、肝、脾、肾、膀胱（重口裂腹鱼）、心（重口棒花鱼、乐山棒花鱼）。